# Beilschmiedia linharensis
Beilschmiedia linharensis é uma espécie de  planta do gênero Beilschmiedia e da família Lauraceae.

## Taxonomia
A espécie foi descrita em 1999 por Sachiko Nishida e Henk van der Werff.

## Descrição
Árvore de 12 – 30 m de alt., ramos subcilíndricos a angulosos, glabros a pubérulos; gemas apicais áureo tomentosas. Folhas opostas, pecíolo 1,5-2 cm, espesso, canaliculado, liso; lâmina coriácea, lanceolada, ovada a elíptica, 7- 14,5 x 2 – 7 cm base cuneada, decorrente, margem espessa, revoluta para a base, ápice rotundo a obtuso, face adaxial e abaxial glabras; nervura principal impressa a plano achatada na face adaxial, proeminente na face abaxial; padrão de nervação camptódromo, nervuras secundárias proeminentes em ambas as faces, 9 - 14 pares alternos, ângulo de divergência ca. 45°, reticulado laxo. Inflorescência axilar, panícula. Flores com tépalas ovado triangulares 0,15-2 mm compr., alvo pubérulas em ambas as faces, côncavas. Estames das séries I, II, III 0,2mm, pubescentes, anteras das séries I e II ovais, 0,5 mm compr, ápice obtuso, pubescente, margem ciliada; série III anteras ovais, 0,6 mm compr., pubescentes, ápice a agudo; série IV estaminodial presente, estaminódios sagitado, 0,3 – 0,4 mm compr., ápice agudo, pubescente na face dorsal. Ovário elipsoide, glabro, estilete obcônico, estigma capitado. Fruto subgloboso, imaturo verde, glabro, epicarpo rugoso, sem máculas ferrugíneas.

## Forma de vida
É uma espécie terrícola e arbórea.

## Conservação
A espécie faz parte da Lista Vermelha das espécies ameaçadas do estado do Espírito Santo, no sudeste do Brasil. A lista foi publicada em 13 de junho de 2005 por intermédio do decreto estadual nº 1.499-R.

## Distribuição
A espécie é endêmica do Brasil e encontrada nos estados brasileiros de Bahia e Espírito Santo.
A espécie é encontrada no domínio fitogeográfico de Mata Atlântica, em regiões com vegetação de floresta estacional semidecidual e floresta ombrófila pluvial.